# مارک هابشاید
مارک هابشاید (انگلیسی: Marc Habscheid؛ زادهٔ ۱ مارس ۱۹۶۳) بازیکن هاکی روی یخ اهل کانادا است.
از باشگاه‌هایی که در آن بازی کرده‌است می‌توان به کلگری فلیمس و ادمونتون اویلرز اشاره کرد.